# Харламов, Николай Михайлович (инженер)
Николай Михайлович Харламов (23 ноября 1892, Кадом, Тамбовская губерния — 29 июля 1938, Коммунарка) — советский военный деятель, бригадный инженер, начальник Центрального аэрогидродинамического института (ЦАГИ) с января 1932 года по ноябрь 1937 года.

## Биография

### Ранние годы
Николай Харламов родился 23 ноября 1892 года в городе Кадом (ныне Рязанская область). 
В 1926 году окончил Военно-воздушную академию РККА, затем адъюнктуру при ней.

### Служба в ВВС РККА и работа в авиационной промышленности
Был назначен заместителем председателя Научно-технического комитета Управления ВВС РККА, где служил до середины 1930 года. Затем был переведён на должность начальника Всесоюзного авиационного объединения по научно-исследовательским работам и опытному строительству. С 1931 работал в должности помощника начальника Глававиапрома П. И. Баранова, а с 17 января 1932 года его по совместительству назначили начальником ЦАГИ.
В 1927 году по инициативе П. И. Баранова был создан журнал «Техника воздушного флота» (первый номер вышел в иле 1927 года). Баранов возглавил редакционную коллегию журнала, а Харламов был назначен ответственным редактором и вёл всю редакторскую работу.

### Репрессии
Харламов был арестован 9 ноября 1937 года по обвинению в «контр-революционной деятельности в составе организации правых троцкистов и во вредительстве в самолетостроении».
Авиаконструктор А. С. Яковлев вспоминал: 
Сталин очень болезненно переживал наши неудачи в Испании. Его неудовольствие обратилось против тех, кто совсем еще недавно ходил в героях, был осыпан вполне заслуженными почестями. В первую очередь пострадали, как потом оказалось совершенно невинно, Герои Советского Союза Я. В. Смушкевич и П. В. Рычагов, а также некоторые другие летчики — участники войны в Испании. Арестовали и группу работников ЦАГИ во главе с начальником ЦАГИ Н. М. Харламовым. Большинство из них незадолго до этого в составе технической комиссии, возглавлявшейся Туполевым и Харламовым, побывали во Франции и в США, где, в частности, закупили лицензию на постройку в СССР всемирно известного пассажирского самолета "Дуглас". В чем только их не обвиняли!
В полученном следователями Кузнецовым и Кондаковым от Бабушкина Н. В. (бывшего секретаря парткомa ЦАГИ) оговоре Харламов был назван участником «антисоветской правотроцкистской организации» вместе со своим заместителем А. И. Некрасовым , главными конструкторами ЦАГИ А. Н. Туполевым , В. М. Петляковым  и еще 9-ю членами руководства ЦАГИ. 
Харламов был включен главой НКВД Н. И. Ежовым  в список 139 лиц высшего командного состава РККА, подлежащих расстрелу по первой категории (список подготовлен майором Шапиро). 26 июля 1938 года с короткой запиской Ежова список был подан на подпись лично Сталину, который собственной рукой поставил отметку «За разстрел всех 138 человек». Вторую расстрельную подпись поставил В. М. Молотов .

### Смерть
29 июля 1938 года Военной коллегией Верховного Суда СССР Николай Михайлович Харламов был приговорен к расстрелу, в тот же день приговор был приведён в исполнение. Место захоронения — Коммунарка. 

### Реабилитация
В апреле 1955 года Н. М. Харламов был реабилитирован Военной коллегией Верховного Суда СССР.